# Кубок Швеції з футболу 2002
Кубок Швеції з футболу 2002 — 47-й розіграш кубкового футбольного турніру у Швеції. Титул вдруге здобув «Юргорден».

## Календар
| Раунд        | Дата                      | Матчі | Клуби   |
| ------------ | ------------------------- | ----- | ------- |
| Перший раунд | 1-14 квітня 2002          | 34    | 98 → 64 |
| 1/32 фіналу  | 23 квітня - 4 травня 2002 | 32    | 64 → 32 |
| 1/16 фіналу  | 7-17 травня 2002          | 16    | 32 → 16 |
| 1/8 фіналу   | 26-27 червня 2002         | 8     | 16 → 8  |
| 1/4 фіналу   | 18-26 липня 2002          | 4     | 8 → 4   |
| 1/2 фіналу   | 26 вересня 2002           | 2     | 4 → 2   |
| Фінал        | 9 листопада 2002          | 1     | 2 → 1   |

## 1/16 фіналу
| Команда 1        | Рахунок | Команда 2                |
| ---------------- | ------- | ------------------------ |
| 7 травня 2002    |         |                          |
| «Юргорден»       | 1:0     | Сандвікенс ІФ (3)        |
| 8 травня 2002    |         |                          |
| «Естерс» (2)     | 1:3     | Дегерфорс ІФ (3)         |
| 9 травня 2002    |         |                          |
| ГІФ Сундсвалль   | 3:2     | Тідаголмс ГІФ (3)        |
| Весбю ІК (3)     | 3:1     | Скільєбо СК (3)          |
| Ассиріска ФФ (2) | 1:3     | ІФК Мальме (2)           |
| Гердскенс БК (4) | 1:5     | Еребру СК                |
| «Гаммарбю»       | 3:1     | Гальмстад БК             |
| ІК Браге (2)     | 1:2     | Миреше ІФ (3)            |
| Бункефло ІФ (4)  | 3:2 дч  | Ессінге ІК (2)           |
| М'єльбю АІФ (2)  | 0:2     | Енгельгольм ФФ (2)       |
| АІК (Стокгольм)  | 4:0     | Мутала АІФ (3)           |
| Кальмар ФФ       | 1:2     | «Ельфсборг»              |
| 16 травня 2002   |         |                          |
| Гельсінгборгс ІФ | 0:3     | Мальме ФФ                |
| ІФК Норрчепінг   | 0:5     | Вестерос СК (2)          |
| «Ергрюте»        | 4:0     | «Кафе Опера Юнайтед» (2) |
| 17 травня 2002   |         |                          |
| ІФК Гетеборг     | 4:1     | Сиріанска (3)            |

## 1/8 фіналу
| Команда 1          | Рахунок      | Команда 2       |
| ------------------ | ------------ | --------------- |
| 26 червня 2002     |              |                 |
| Дегерфорс ІФ (3)   | 1:2          | АІК (Стокгольм) |
| ІФК Гетеборг       | 5:0          | Бункефло ІФ (4) |
| Миреше ІФ (3)      | 3:4 дч       | Мальме ФФ       |
| Енгельгольм ФФ (2) | 0:0 пен. 1:3 | Весбю ІК (3)    |
| Еребру СК          | 5:2          | ГІФ Сундсвалль  |
| 27 червня 2002     |              |                 |
| «Ельфсборг»        | 3:1          | Вестерос СК (2) |
| ІФК Мальме (2)     | 1:5          | «Юргорден»      |
| «Ергрюте»          | 2:3 дч       | «Гаммарбю»      |

## 1/4 фіналу
| Команда 1       | Рахунок      | Команда 2    |
| --------------- | ------------ | ------------ |
| 18 липня 2002   |              |              |
| АІК (Стокгольм) | 2:0          | «Гаммарбю»   |
| Мальме ФФ       | 4:2          | Еребру СК    |
| 19 липня 2002   |              |              |
| «Юргорден»      | 3:2 дч       | Весбю ІК (3) |
| 26 липня 2002   |              |              |
| «Ельфсборг»     | 1:1 пен. 4:3 | ІФК Гетеборг |

## 1/2 фіналу
| Команда 1       | Рахунок | Команда 2       |
| --------------- | ------- | --------------- |
| 26 вересня 2002 |         |                 |
| «Юргорден»      | 4:0     | Мальме ФФ       |
| «Ельфсборг»     | 0:1     | АІК (Стокгольм) |

## Фінал
| 9 листопада 2002 |

| АІК (Стокгольм) | 0:1 дч   | «Юргорден» (Стокгольм) |
| --------------- | -------- | ---------------------- |
|                 | Протокол | Чанко 99'              |

| «Росунда», Сульна Глядачів: 33 727 Арбітр: Мартін Ігнгварссон |